# トルコ高速鉄道

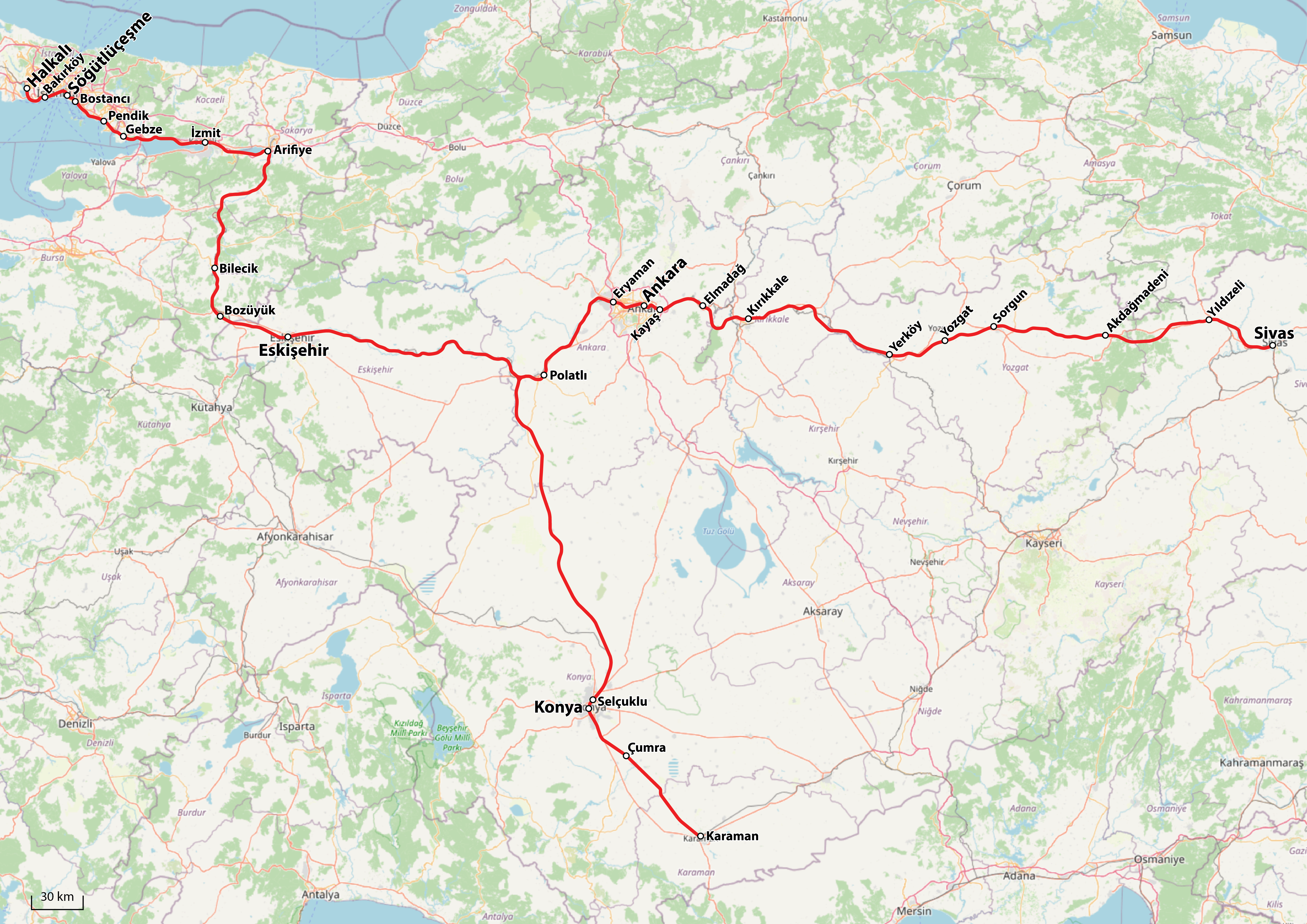
赤線が高速鉄道の開業区間

トルコ高速鉄道（トルコこうそくてつどう）は、トルコ国鉄 (TCDD) の高速鉄道路線である。

## 概要
トルコ最大の都市であるイスタンブールと首都アンカラを結ぶ高速新線として計画され、2003年に着工し2009年にアンカラ郊外からエスキシェヒールまでの一部区間が開業した「アンカラ・イスタンブール高速線」に始まるトルコの高速鉄道路線網である。
「アンカラ・イスタンブール高速線」以外では、アンカラからコンヤまでの｢アンカラ・コンヤ高速線」が2011年に開業し、さらにスィヴァスまでの「アンカラ・スィヴァス高速線」が建設中である。「アンカラ・イスタンブール高速線」のエスキシェヒール - イスタンブール間も建設中である。イスタンブール付近の路線は、ボスポラス海峡に海底鉄道トンネルを建設するマルマライに組み込まれており、イスタンブール以西ブルガリア方面への延伸も計画されている。このほかにイズミルなどいくつかの都市へ向けての高速新線計画が持ち上がっている。TCDDの上部機関であるトルコ運輸省は2013年までに1,500kmの、2023年までに4,000kmの高速鉄道網を整備する計画を立てている。
列車は「高速列車」を意味するYüksek Hızlı Tren（YHT (列車)）のブランドで運行されている。

## 路線

### アンカラ・イスタンブール
人口500万人の首都アンカラと、人口1,200万人の最大都市イスタンブールを結ぶ高速鉄道である。それまで両都市間の鉄道路線は全線電化されていたものの、576kmの路線の内110kmのみが複線で、それ以外は単線であった。また貧弱な路盤と急カーブが随所に存在し、全線で6時間30分程度の時間を要した。そのため高速新線が一部開業する2006年以前、両都市間を行き来する旅客のうち、鉄道がしめる割合は10%であった。
当初は1994年に計画された「アンカラ・イスタンブール鉄道再生事業」において、路盤の強化と急カーブの大半径化、複線化によって時速100kmでの走行を可能にするよう検討されていた。しかし需要に見合わないとされ、しばらく計画は中断された。1999年、エスキシェヒールとEsenkent間を時速200kmに対応する計画の資金が得られ、2000年には時速250kmに変更された。
「アンカラ・イスタンブール高速線」は533kmで計画され2004年に着工された。最初の段階ではアンカラからエスキシェヒールまでの245kmが構築され、1時間5分で到着する予定であった。2007年4月23日より試運転を開始し、2009年3月13日にアンカラ - エスキシェヒール間が開業。2014年7月25日に中国が担当したイスタンブールのアジア側の郊外にあるペンディック駅までが開業した。2019年3月、ソウトリュチェシュメ駅まで開業した。2023年以降の開業を目指し、イスタンブール中心部ハイダルパシャ駅への乗入れ部分を残すのみになった。全線開業すると従来の半分以下の時間で両都市を結ぶことになり、旅客シェアは78%に達すると期待されている。

### アンカラ・コンヤ
首都アンカラと、トルコ内陸アナトリア地方のコンヤを結ぶ高速鉄道である。「アンカラ・コンヤ高速線」はアンカラからポラトルまでは「アンカラ・イスタンブール高速線」と共用し、ポラトルから南下しコンヤへ至る。
この高速線が開通するまではアンカラからコンヤへはエスキシェヒールとアフィヨンを経由する路線しか存在せず、所要時間は10時間以上掛かっていた。同線は2006年に着工され、2011年に開業した。この開業によりアンカラ・コンヤ間は1時間30分で結ばれた。将来は1時間15分に短縮される計画である。2013年、ポラトル付近でアンカラ・コンヤ線とアンカラ・イスタンブール線をショートカットする約5kmの短絡線が開通し、3月23日から同線を経由するエスキシェヒル・コンヤ間の直通列車が開始された。

### アンカラ・スィヴァス
首都アンカラからスィヴァスまで従来路線では単線で602kmあり、所要時間も12時間以上掛かっていた。「アンカラ・スィヴァス高速線」では全線複線で466kmとなり、2時間51分で結ばれる計画である。同線はヨズガト県のYerköyからヨズガトを経由しスィヴァスまでの間の291kmが2009年2月に着工された。2023年春開業予定である。 アンカラからYerköyまでは計画段階である。
さらにスィヴァスから先のカルス方面に延長される計画が2006年に持ち上がった。

### アンカラ・イズミル
アンカラから西部のイズミルまでの高速線も計画されている。「アンカラ・コンヤ高速線」のポラトルの南25kmの位置より分岐し、アフィヨンとウシャクを経由しイズミルへ至る606km、所要時間3時間20分の計画である。分岐点よりアフィヨンまでは2011年中に設計が完了する予定である。
当初は2013年の開業を目指していたが、計画は遅れ、2012年に着工し2015年開業予定となった。
さらに開業は遅れ2024年以降の開業を目指している。

### 計画中の路線
- 「アンカラ・サムスン高速線」

アンカラから黒海沿岸都市のサムスンへ至る路線で、2011年中に設計完了予定。
- 「アンカラ・ブルサ／イスタンブール・ブルサ高速線」

「アンカラ・イスタンブール高速線」のオスマネリ駅より分岐しブルサへ至る路線。2011年中に設計完了し2012年に着工予定。
- 「イスタンブール・エディルネ高速線」

マルマライの延長で、イスタンブールより西部のエディルネ県カプクレへ至る路線。その先ブルガリア方面へ延長予定。
- これらの路線で使用される列車の最高速度は時速250 - 300kmの予定である。

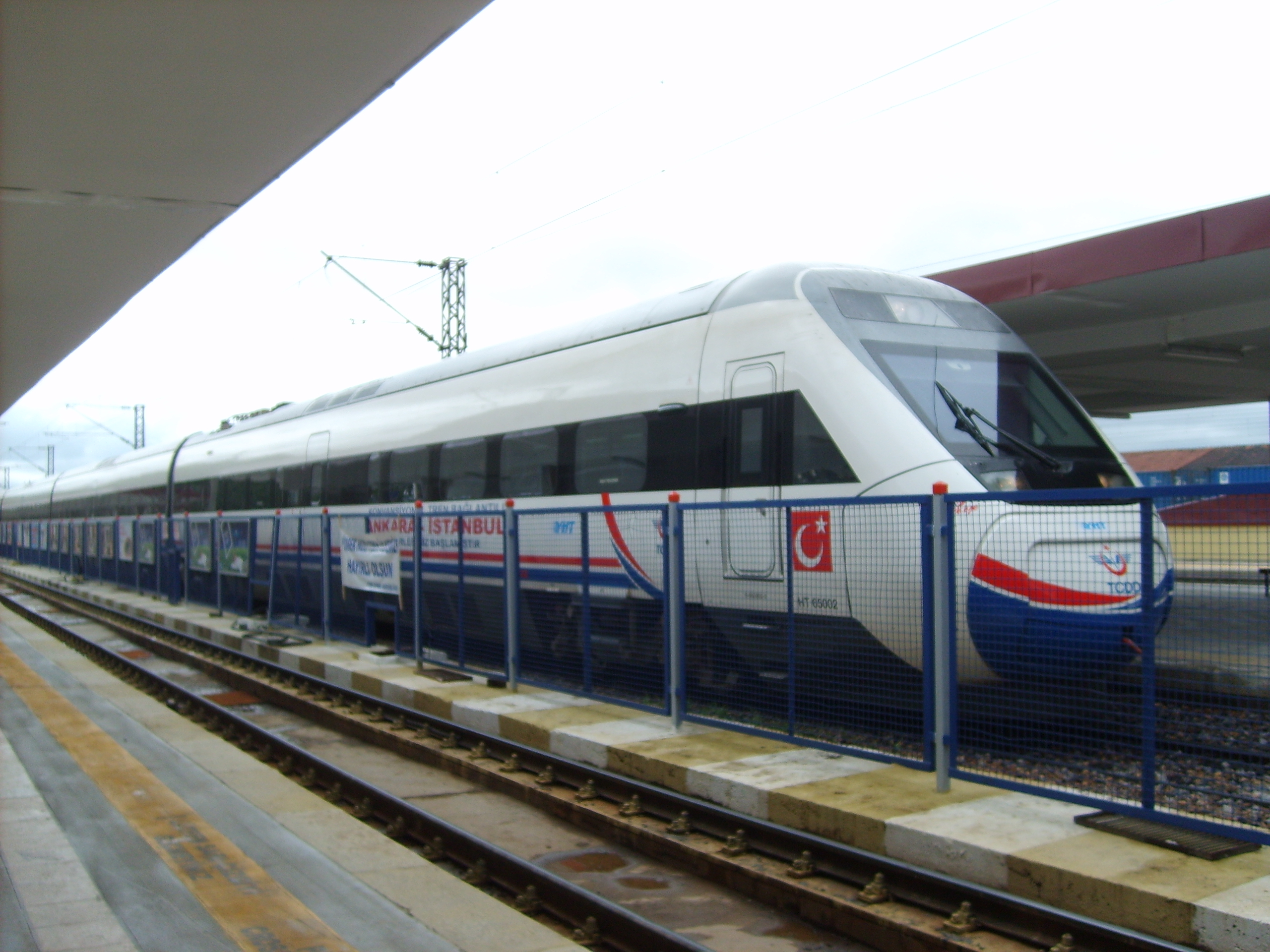
CAF製のトルコ国鉄 HT65000系電車

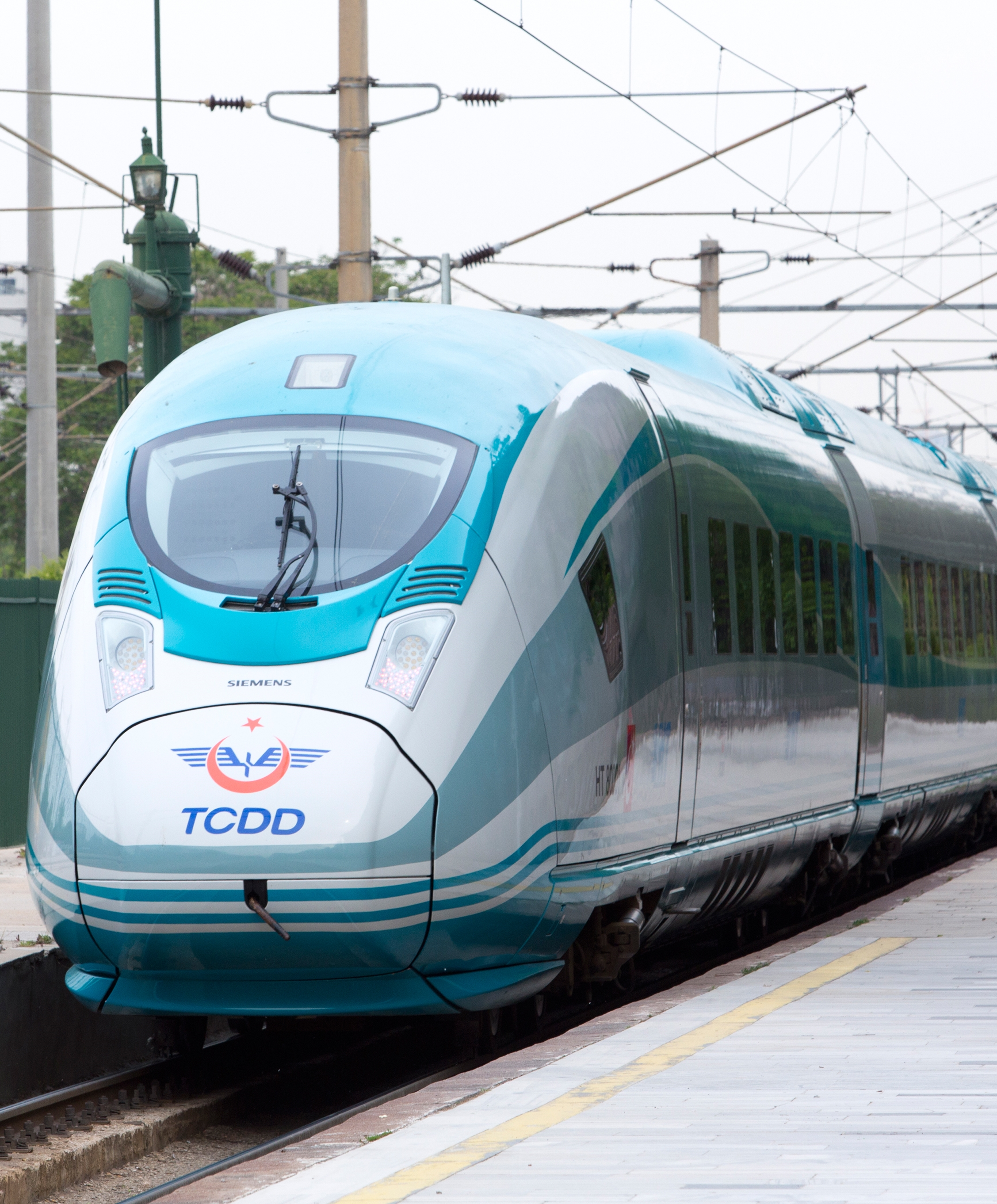
シーメンス製ヴェラロによるHT80000系電車

## 車両
エスキシェヒール開業時点で、スペインのCAF社製HT65000系電車が10編成が投入された。このほかにイタリアから借用したETR500編成は最高速度が303km/hに達し、トルコの鉄道最速記録となった。
車両を生産するユーロテム社 (EUROTEM) は、韓国のロテムとトルコのTÜVASAŞの合弁で2006年に設立された。2007年にサカリヤ県アダパザルに工場が設けられ、最高時速352.4kmのHSR-350Xをライセンス生産する予定だったが実現には至っていない。
その後路線網の拡大に伴い新たにシーメンス社からヴェラロ（Velaro TR）を17編成調達することになった（トルコ国鉄 HT80000系電車）。